# Кошляки (Тернопольская область)
Кошляки (укр. Кошляки) — село в Скориковской сельской общине Тернопольского района Тернопольской области Украины.
До 2020 года входило в Подволочисский район.
Население по переписи 2001 года в нём составляло 940 человек.